# Volkszählung in Österreich-Ungarn 1900
In Österreich-Ungarn wurde eine Volkszählung im Jahre 1900, wie zuvor anno 1890, in beiden Staaten der Doppelmonarchie durchgeführt. Sie beruhte auf einer diesbezüglichen Vereinbarung der cisleithanischen k.k. Regierung in Wien und der transleithanischen k.u. Regierung in Budapest.
Die Zählung zeigte, dass die Gesamtbevölkerung der österreichischen Reichshälfte 25.815.831 Personen betrug. Die Haupt- und Residenzstadt Wien war die mit Abstand bevölkerungsreichste Stadt der Doppelmonarchie (1.674.957 Einwohner), gefolgt in Cisleithanien (=in der österreichischen Reichshälfte) von Prag (201.589), Lemberg (159.877), Graz (138.080), Brünn (109.346), Krakau (91.323) und Czernowitz (67.622).
Die Volkszählung in Österreich-Ungarn 1910 war die letzte vor dem Ersten Weltkrieg.
| Land             | Dauernd orts- anwesend | Zeitweilig orts- anwesend | Zeitweilig orts- abwesend | Wohnbevölkerung | Auf 1.000 orts- anwesende entfallen ansässige Personen |
| ---------------- | ---------------------- | ------------------------- | ------------------------- | --------------- | ------------------------------------------------------ |
| Niederösterreich | 3.058.285              | 42.208                    | 10.596                    | 3.068.881       | 989,87                                                 |
| Oberösterreich   | 799.653                | 10.593                    | 2.393                     | 802.016         | 989,87                                                 |
| Salzburg         | 190.462                | 2.301                     | 491                       | 190.953         | 990,61                                                 |
| Steiermark       | 1.338.285              | 18.209                    | 5.977                     | 1.344.262       | 990,96                                                 |
| Kärnten          | 361.841                | 5.483                     | 893                       | 362.734         | 987,50                                                 |
| Krain            | 503.377                | 4.773                     | 7.825                     | 511.202         | 1006,00                                                |
| Küstenland       | 747.288                | 9.258                     | 9.061                     | 756.349         | 999,74                                                 |
| Tirol            | 838.309                | 14.403                    | 5.943                     | 844.252         | 990,18                                                 |
| Vorarlberg       | 126.408                | 2.829                     | 610                       | 127.018         | 982,83                                                 |
| Böhmen           | 6.205.796              | 112.901                   | 39.850                    | 6.245.646       | 985,11                                                 |
| Mähren           | 2.395.430              | 42.276                    | 16.587                    | 2.412.017       | 989,06                                                 |
| Schlesien        | 667.645                | 12.777                    | 3.978                     | 671.623         | 987,07                                                 |
| Galizien         | 7.267.916              | 48.023                    | 33.336                    | 7.301.252       | 997,99                                                 |
| Bukowina         | 725.551                | 4.644                     | 1.636                     | 727.187         | 995,89                                                 |
| Dalmatien        | 589.585                | 4.199                     | 4.384                     | 593.969         | 1000,31                                                |
|                  |                        |                           |                           |                 |                                                        |
| Im ganzen        | 25.815.831             | 334.877                   | 143.560                   | 25.959.361      | 992,20                                                 |